# Edersee Star
Die Edersee Star ist ein 2001 gebautes Fahrgastschiff, das die Waldecker Reederei Personenschiffahrt Edersee als eines von zwei Schiffen auf dem Edersee in Nordhessen einsetzt.

## Geschichte
Das Schiff wurde mit der Baunummer 161 im Jahr 2001 auf der Lux-Werft in Mondorf für die Personenschiffahrt Edersee gebaut. Die Auslieferung erfolgte im April 2001 über den Landweg. Wie bereits 1993 die Stern von Waldeck und 1994 die Wappen von Edertal wurde sie von der Werft in Mondorf auf dem Rhein bis Emmerich gebracht und von dort in vier Einzelteilen auf Schwerlastwagen zum Edersee gefahren. Am See wurde das Schiff wieder zusammengebaut und zu Wasser gelassen.
Am Edersee ersetzte der Neubau das etwas kleinere Fahrgastschiff Wappen von Edertal, das nach Füssen verkauft wurde und seitdem als Füssen auf dem Forggensee verkehrt. Die Edersee Star nahm den Betrieb am 8. Juni 2001 auf und verkehrt seitdem von Anfang April bis Ende Oktober auf dem Edersee. In der Vor- und der Nachsaison (April und Oktober) finden Rundfahrten am Wochenende regelmäßig, an den Wochentagen nach Bedarf statt. In der Haupt- und Nebensaison (Mai bis September) ist das Schiff täglich unterwegs. Bei Vollstau kann der gesamte See zwischen der Staumauer im Osten und dem Ederzufluss im Westen befahren werden. Die Edersee Star hält an maximal acht Anlegestellen. Neben den Rundfahrten kann das Schiff auch für Trauungen und Sonderfahrten angemietet werden.

## Das Schiff
Das Schiff ist 48,00 Meter lang und 8,80 Meter breit. Der Tiefgang beträgt 1,10 Meter. Angetrieben wird die Edersee Star von zwei MAN-Dieselmotoren mit jeweils 300 PS, die auf zwei Schottel Ruderpropellern SRP-110 wirken. Dazu kommt eine Jet-Bugstrahlanlage Schottel vom Typ SPJ 22. Das Schiff ist zugelassen für maximal 700 Fahrgäste. Im Salon steht Platz für bis zu 450 Personen zur Verfügung, dazu kommen zwei separate Salons mit 170 bzw. 40 Sitzplätzen. Als Kopflander ist der Bug mit einer Rampe versehen, so dass der Zugang barrierefrei ist und das Schiff – etwa bei Niedrigwasser – auch an nicht ausgebauten Anlegestellen anlanden kann.